# Paraleptophlebia ruffoi
Paraleptophlebia ruffoi is een haft uit de familie Leptophlebiidae. De wetenschappelijke naam van de soort is voor het eerst geldig gepubliceerd in 1956 door Biancheri.
De soort komt voor in het Palearctisch gebied.